# Faiditus plaumanni
Faiditus plaumanni là một loài nhện trong họ Theridiidae.
Loài này thuộc chi Faiditus. Faiditus plaumanni được H. Exline & Herbert Walter Levi miêu tả năm 1962.